# Gmina Wysoka
Die Gmina Wysoka [vɨˈsɔka] ist eine Stadt-und-Land-Gemeinde im Powiat Pilski der Woiwodschaft Großpolen in Polen. Ihr Sitz ist die gleichnamige Stadt (deutsch Wissek) mit etwa 2600 Einwohnern.

## Geographie

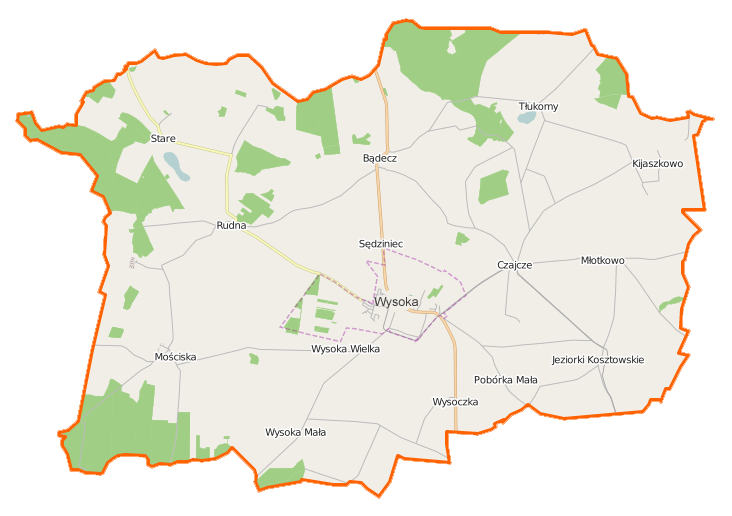
Karte der Gemeinde

Die Gemeinde liegt im Nordosten der Woiwodschaft, die Grenze zur Woiwodschaft Kujawien-Pommern ist acht Kilometer entfernt. Die Kreisstadt Piła (Schneidemühl) liegt etwa zehn Kilometer westlich  und Bydgoszcz (Bromberg) 50 Kilometer östlich. Nachbargemeinden sind die Gemeinden Krajenka und Złotów im Norden, Łobżenica und Wyrzysk im Osten, Białośliwie und Miasteczko Krajeńskie im Süden sowie Kaczory im Osten.
Im Gemeindegebiet gibt es kleinere Seen und im Nordosten grenzt die Gmina an drei Seen. Die Gemeinde hat eine Fläche von 123 km², von der 79 Prozent land- und 13 Prozent forstwirtschaftlich genutzt werden.

## Geschichte
Das heutige Gemeindegebiet gehörte unterbrochen durch die deutsche Besatzungszeit im Zweiten Weltkrieg 1938–1939 und 1945–1950 zur Woiwodschaft Pommern mit unterschiedlichen Zuschnitt. Von 1975 bis 1998 kam es zur Woiwodschaft Piła. Der Powiat Wyrzyski wurde 1975 aufgelöst. Die Landgemeinde Wysoka wurde 1954 in Gromadas umgewandelt und zum 1. Januar 1973 neu geschaffen.
Stadt- und Landgemeinde Wysoka wurden 1990/1991 zur Stadt-und-Land-Gemeinde zusammengelegt. Diese gehört seit 1999 zur Woiwodschaft Großpolen und zum Powiat Pilski.
Zwischen Wysoka und Białośliwie verkehrte früher eine Schmalspurbahn.

## Partnerschaft
Die Gmina Wysoka ist 2002 eine Gemeindepartnerschaft mit der Gemeinde Jesberg im deutschen Schwalm-Eder-Kreis eingegangen.

## Gliederung
Zur Stadt-und-Land-Gemeinde (gmina miejsko-wiejska) Wysoka mit 6521 Einwohnern (Stand 31. Dezember 2020) gehören die Stadt selbst und 11 Dörfer, die mit der Stadt von 12 Schulzenämtern (sołectwa) verwaltet werden:
| Name                 | deutscher Name (1815–1920)     | deutscher Name (1939–1945)                    |
| -------------------- | ------------------------------ | --------------------------------------------- |
| Bądecz               | Bondecz 1873–1920 Collin       | Kollin                                        |
| Czajcze              | Heinrichsfelde Gut Czaycze     | Heinrichsfelde                                |
| Jeziorki Kosztowskie | Schönsee                       | Schönsee                                      |
| Kijaszkowo           | Wolfshagen                     | Wolfshagen                                    |
| Młotkowo             | Kaisersdorf                    | Kaisersdorf                                   |
| Mościska             | Moschütz                       | Moschütz                                      |
| Rudna                | Deutsch Ruhden                 | Ruhden                                        |
| Stare                | Stahren 1917–1920 Staren       | Staren                                        |
| Tłukomy              | Tlukom 1873–1920 Groß Elsingen | Groß Elsingen                                 |
| Wysoczka             | Karlshof                       | Karlshof                                      |
| Wysoka Mała          | Klein Wissek                   | 1939–1942 Klein Wissek 1942–1945 Kleinweißeck |
| Wysoka (miasto)      | Wissek (Stadt)                 | 1939–1942 Wissek 1942–1945 Weißeck            |

Weitere kleinere Siedlungen sind diesen Schulzenämtern zugeordnet: Czajcze (Heinrichsfelde Abbaue), Gmurowo (Orlandshof), Kostrzynek (Künstrinchen), Nowa Rudna (Neu Ruhden), Sędziniec (Richtershof) und Wysoka Wielka (Wissek Abbaue).
Eleonorka (Eleonorenhof), Mościska-Kolonia (Moschütz Abbaue) und Wysoka Wielka (Wissek Abbaue) sind in den Dörfern aufgegangen.

## Verkehr
Von Nord nach Süd werden Gemeinde und Hauptort durch die Woiwodschaftsstraße DW190 durchzogen. Sie führt von Krajenka (Krojanke) nach Gniezno (Gnesen) im Süden. Jenseits der Gemeindegrenze kreuzt sie die Landesstraße DK10 (droga krajowa 10), die von Suchań (Zachan) im Westen über die Kreisstadt Piła führt. Südlich der Gemeinde führt sie als Schnellstraße S10 in östlicher Richtung nach Bydgoszcz und in unterschiedlichen Ausbaustufen als S10/DK10 weiter in den Großraum Warschau.
Der nächste internationale Flughafen ist Bydgoszcz.